# Distinguished Service Cross (Regno Unito)
La Distinguished Service Cross è una decorazione al merito britannica al valore di terzo livello, che può essere concessa anche più volte. Veniva inizialmente assegnata agli ufficiali del Regno Unito, ed in passato del Commonwealth britannico. In questo caso il nastrino viene contrassegnato con una rosa (che però in inglese viene chiamata Bar) ed eventualmente una seconda; quindi il massimo grado è la DSC and Two Bars. In origine, con altro nome, era destinata alla Royal Navy; venne poi estesa alla Marina Mercantile britannica, ma nel 1940 venne concessa anche alle altre due forze armate, British Army e Royal Air Force. Successivamente venne abolita la distinzione di grado e adesso viene concessa anche ai militari di truppa. Riconoscimenti omonimi vengono concessi dagli Stati Uniti e dall'Australia.
| DSC | DSC and Bar | DSC and Two Bars |